# Liebesgeschichten (film 1925)
Liebesgeschichten è un film muto del 1925 diretto da Fritz Freisler.

## Produzione
Il film fu prodotto dalla Gloria-Film GmbH

## Distribuzione
Distribuito dalla Universum Film (UFA), fu presentato a Berlino il 5 novembre 1925 con il visto di censura del 2 settembre 1925 .